# Đông Tân (xã)
Đông Tân là một xã thuộc huyện Đông Hưng, tỉnh Thái Bình, Việt Nam.

## Diện tích và dân số
Xã Đông Tân có diện tích 6,54 km². Theo Tổng điều tra dân số năm 1999, xã Đông Tân có số dân 6.162 người.

## Địa giới hành chính
Xã Đông Tân nằm ở phía đông của huyện Đông Hưng, thuộc hữu ngạn sông Diêm Hộ.
- Phía đông giáp xã Thái Giang, huyện Thái Thụy;
- Phía nam giáp xã Đông Quan
- Phía tây giáp xã Đông Vinh
- Phía bắc giáp xã Thụy Thanh, huyện Thái Thụy và xã Đông Kinh.

## Giao thông
Quốc lộ 39B đi ngang qua xã.